# هايد بارك (الولايات المتحدة)
هايد بارك هي حي سكني، في الولايات المتحدة، تقع في شيكاغو، بلغ عدد سكانها 25,681 نسمة وذلك حسب إحصائيات سنة 2010، تبلغ مساحتها 4.27 كيلومتر مربع.

## الموقع
تشترك في الحدود مع:
- كينوود (الولايات المتحدة).

## أعلام
- روبرت إم. غرانت
- برنارد كون
- آرثر جورج براديل
- جوزيف جاي كاتس
- آدم رودولف